# 2000 en astronomie
Cet article présente les évènements qui se sont produits pendant l'année 2000 dans le domaine de l'astronomie.
| Années de l'astronomie : 1997 - 1998 - 1999 - 2000 - 2001 - 2002 - 2003    |
| Décennies de l'astronomie : 1970 - 1980 - 1990 - 2000 - 2010 - 2020 - 2030 |

## Événements

### Janvier
- 25 janvier : découverte de l'exoplanète GJ 3021 b.

### Février
- 2 février : découverte de l'astéroïde (14278) Perrenot.

### Avril
- 15 avril : découverte de l'exoplanète HD 82943 b.

### Juillet
- 5 juillet : découverte de l'exoplanète HD 38529 Ab.

### Août
- 7 août : découverte de 
  - l'exoplanète Epsilon Eridani b.
  - Kiviuq, Paaliaq et Ymir, des lunes de Saturne.

### Septembre
- 23 septembre : découverte de Erriapus, Ijiraq, Mundilfari, Siarnaq, Skathi, Suttungr, Tarvos et Thrymr, des lunes de Saturne.

### Novembre
- 9 novembre : découverte d'Albiorix, une lune de Saturne.

### Décembre
- 12 décembre : découverte de l'exoplanète Mu Arae b.
- 16 décembre : découverte de l'exoplanète Epsilon Reticuli b.

## Prix
- Prix Jules-Janssen : Reinhard Genzel
- Médaille Bruce : Rashid Alievich Sunyaev